# Philoverdance ravii
Philoverdance ravii är en stekelart som beskrevs av Priyadarsanan 2000. Philoverdance ravii ingår i släktet Philoverdance och familjen fikonsteklar. Inga underarter finns listade i Catalogue of Life.